# Кинель (станция)
Кине́ль — узловая железнодорожная станция Самарского региона Куйбышевской железной дороги, сортировочная станция сетевого значения. Расположена в городе Кинель Самарской области. Станция стыковая с Южно-Уральской железной дорогой.

## История
В 1874 году началось строительство Оренбургской железной дороги (Батраки — Оренбург) общей протяженность 507 верст. На 155 версте линии была заложена станция с перспективой строительства ответвления на Уфу, возможно первоначально, получившая название Чарыковская, по имени помещика В. И. Чарыкова, на землях которого велось строительство. Строительство станции завершилось к концу 1875 года, в октябре 1876 года на станцию прибыл первый поезд из Оренбурга, а 1 января 1877 — из Сызрани. Станция имела 4 пути и несколько тупиков. Комплекс включал также небольшой деревянный вокзал с низкой платформой в две сажени длиной, мастерские, несколько водоёмных и служебных зданий. После смерти Чарыкова его сын заявил о неэтичности использования дворянской фамилии в местах общего пользования, и станцию переименовали в Кинель. 
В 1885 году начато строительство Самаро-Златоустовской железной дороги, станция становится узловой. Участок Самара — Кинель стал двухпутным, причем существовавший перегон Смышляевка — Кинель из-за снежных заносов проложили по новой трассе в долине реки Самары. В этот же период на станции был построен сортировочный парк с горкой, паровозное депо на 6 стойл. Взамен деревянного здания вокзала в 1895 году построено новое кирпичное, существующее по сей день. В 1888 году станции присвоен 3-й класс. Станция продолжала активно развиваться, в 1916 году ей был присвоен 1-й класс. В годы гражданской войны развитие железнодорожного транспорта останавливается, и вновь начинается только в период индустриализации. В 1936 году станция Кинель, вошедшая в состав Куйбышевской железной дороги, становится внеклассной. В году войны Кинель — важный транзитный узел, обеспечивавший движение воинских эшелонов и эвакуацию населения. 
В 1956—1958 годах был электрифицирован участок Куйбышев — Кинель — Кротовка, в 1959 году введена система маршрутно-релейной централизации, в 1960 году механизирована сортировочная горка, получившая горочную автоматическую централизацию и вагонные замедлители. Станция входила в число 100 решающих на сети железных дорог СССР. В 1970 году был открыт для движения Южный ход Кинель — Безенчук. С 2005 года ведется масштабная реконструкция нечетной системы станции. В сортировочном парке №5 построен 4-й пучок путей, удлинены до 1050 м пути 1-го пучка. В 2013 году релейная система горочной централизации заменена микропроцессорной (ГАЦ МН). Построены дополнительные пути в парке отправления №7, парке приема №8 и транзитном парке. Внедрена система микропроцессорной централизации (ЭЦ-МПК), система энергосберегающего освещения.

## Предприятия железнодорожного узла
- Эксплуатационное локомотивное депо Кинель ТЧЭ-12
- Сервисное локомотивное депо Кинель
- Вагонное эксплуатационное депо Кинель ВЧДЭ-17
- Вагонное ремонтное депо Кинель
- Кинельская дистанция пути ПЧ-12
- Кинельская дистанция СЦБ ШЧ-6
- Путевая машинная станция ПМС-208

## Общая характеристика
Кинель — двухстороння сортировочная станция с последовательным расположением парков. Главные пути проходят между сортировочными системами. В нечетном сортировочном парке — 30 путей, сгруппированных в четыре пучка, 3 тормозные позиции и 91 вагонный замедлитель. В четном сортировочном парке — 12 путей, сгруппированных в 2 пучка, 2 тормозные позиции и 5 замедлителей.
К станции примыкают участки:
- Кинель — Смышляевка — двухпутный электрифицированный.
- Кинель — Безенчук — однопутный с двухпутными вставками электрифицированный.
- Кинель — Краногвардеец — двухпутный неэлектрифицированный.
- Кинель — Абдулино — двухпутный электрифицированный.

Тяговое обслуживание грузовых поездов осуществляется локомотивами серий ВЛ10, ВЛ10У, ВЛ10К, 2ЭС6, на участке Кинель — Красногвардеец — 2ТЭ10В, 2ТЭ10М, обслуживают грузовое движение локомотивные бригады депо Кинель и Южно-Уральской дороги. Тяговое обслуживание пассажирских поездов осуществляется локомотивами серии ЭП2К, ЧС2К, ЧС7, на участке Кинель — Красногвардеец — 2ТЭ10УТ. Обслуживают пассажирское движение локомотивные бригады депо Самара и депо Оренбург. Пригородное движение осуществляется электропоездами ЭД4М, на участке Кинель — Красногвардеец — 2ТЭ10УТ.

## Пассажирские устройства
Вокзал станции Кинель — островного типа, расположен между путями. Общая площадь здания составляет 1250 м². Для приёма поездов на вокзале предусмотрены три низкие пассажирские платформы, обслуживающие пригородное и дальнее сообщения. Платформы и две части города соединены между собой надземным пешеходным переходом. Вокзал входит в структуру Куйбышевской дирекции железнодорожных вокзалов, по объему выполняемой работы относится к третьему классу.

## Движение пассажирских поездов по станции
По состоянию на июнь 2020 года через станцию курсируют следующие поезда дальнего следования:
Круглогодичное движение поездов
| № поезда        | Маршрут движения          | № поезда        | Маршрут движения          |
| --------------- | ------------------------- | --------------- | ------------------------- |
| 11              | Владивосток — Самара      | 12              | Самара — Владивосток      |
| 13 «Южный Урал» | Челябинск — Москва        | 14 «Южный Урал» | Москва — Челябинск        |
| 31              | Оренбург — Самара         | 32              | Самара — Оренбург         |
| 59              | Новокузнецк — Кисловодск  | 60              | Кисловодск — Новокузнецк  |
| 87              | Нижневартовск — Самара    | 88              | Самара — Нижневартовск    |
| 97              | Тында — Кисловодск        | 98              | Кисловодск — Тында        |
| 101             | Нижневартовск — Пенза     | 102             | Пенза — Нижневартовск     |
| 103             | Уфа — Саратов             | 104             | Саратов — Уфа             |
| 111             | Орск — Кисловодск         | 112             | Кисловодск — Орск         |
| 127             | Красноярск — Адлер        | 128             | Адлер — Красноярск        |
| 131             | Орск — Москва             | 132             | Москва — Орск             |
| 133             | Томск — Анапа             | 134             | Анапа — Томск             |
| 147             | Нижневартовск — Астрахань | 148             | Астрахань — Нижневартовск |
| 317             | Караганда — Барановичи    | 318             | Барановичи — Караганда    |
| 343             | Челябинск — Адлер         | 344             | Адлер — Челябинск         |
| 373             | Тюмень — Махачкала        | 374             | Махачкала — Тюмень        |

Сезонное движение поездов
| № поезда | Маршрут движения                  | № поезда | Маршрут движения                  |
| -------- | --------------------------------- | -------- | --------------------------------- |
| 243      | Новокузнецк — Анапа               | 244      | Анапа — Новокузнецк               |
| 249      | Новокузнецк — Имеретинский курорт | 250      | Имеретинский курорт — Новокузнецк |
| 425      | Челябинск — Калининград           | 426      | Калининград — Челябинск           |
| 457      | Челябинск — Анапа                 | 458      | Анапа — Челябинск                 |
| 481      | Ташкент — Самара                  | 482      | Самара — Ташкент                  |
| 503      | Уфа — Анапа                       | 504      | Анапа — Уфа                       |
| 519      | Орск — Анапа                      | 520      | Анапа — Орск                      |
| 537      | Уфа — Адлер                       | 538      | Адлер — Уфа                       |
| 545      | Орск — Имеретинский курорт        | 546      | Имеретинский курорт — Орск        |

## Фотогалерея

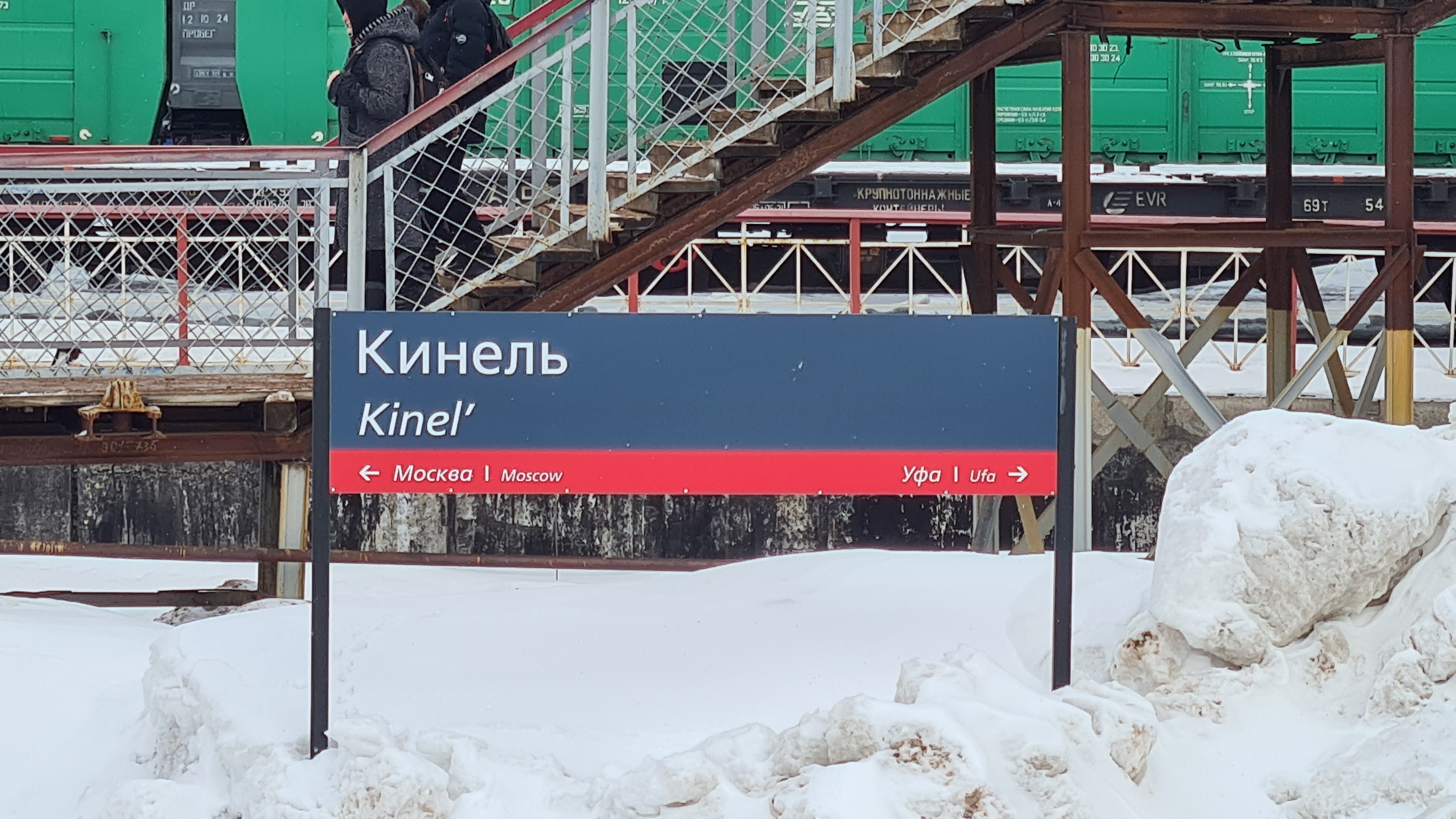
Табличка
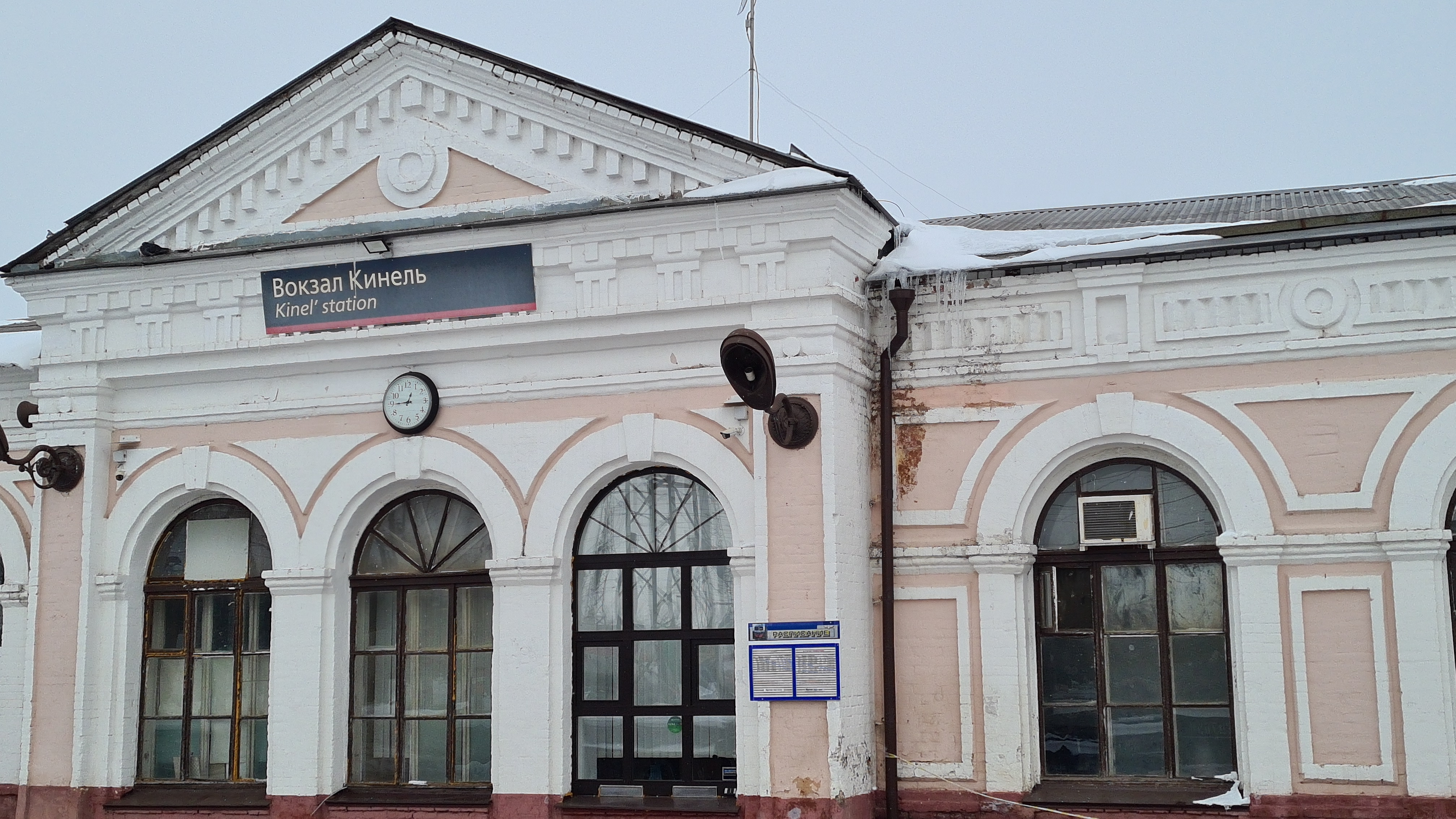
Здание современного вокзала
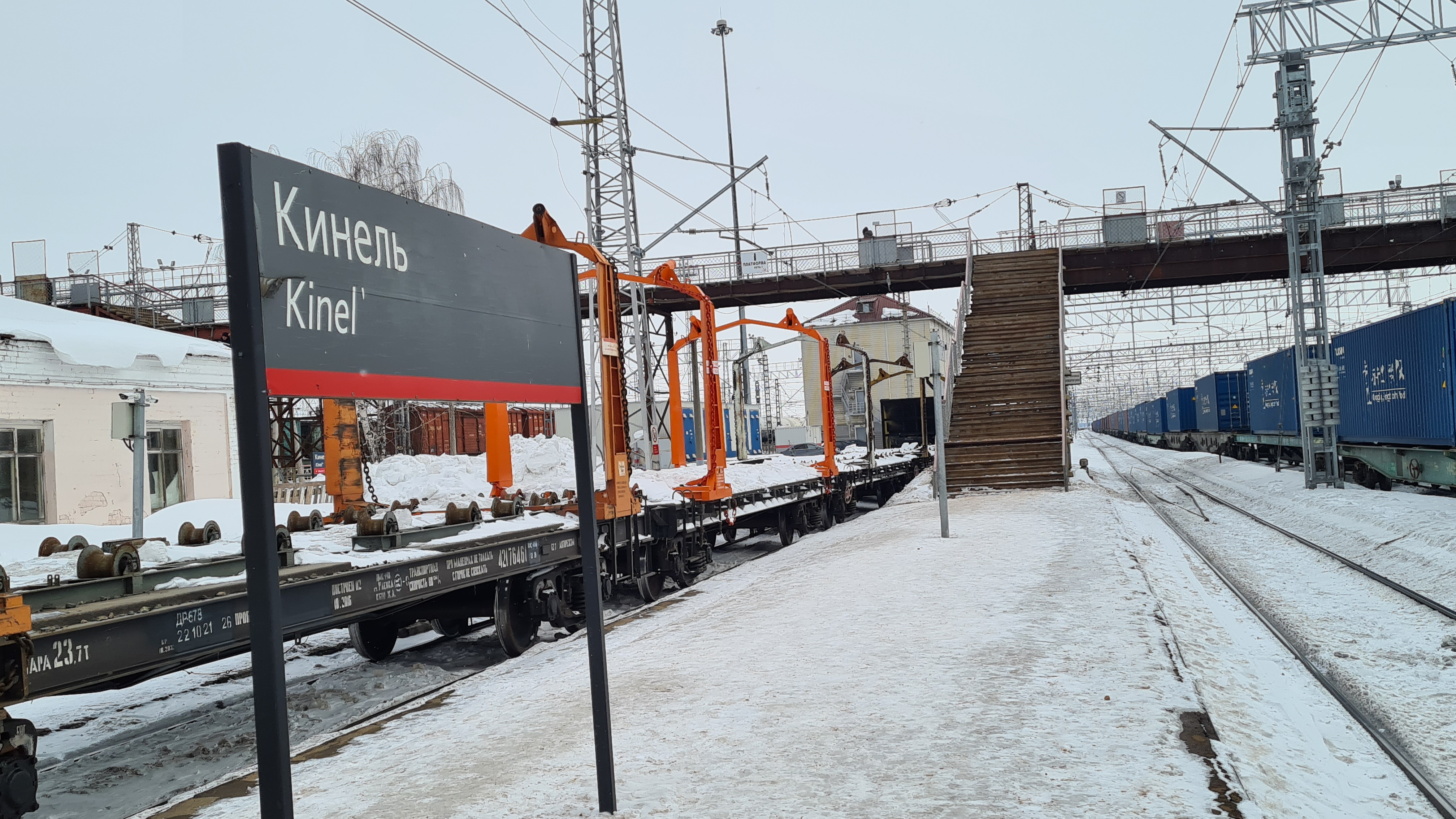
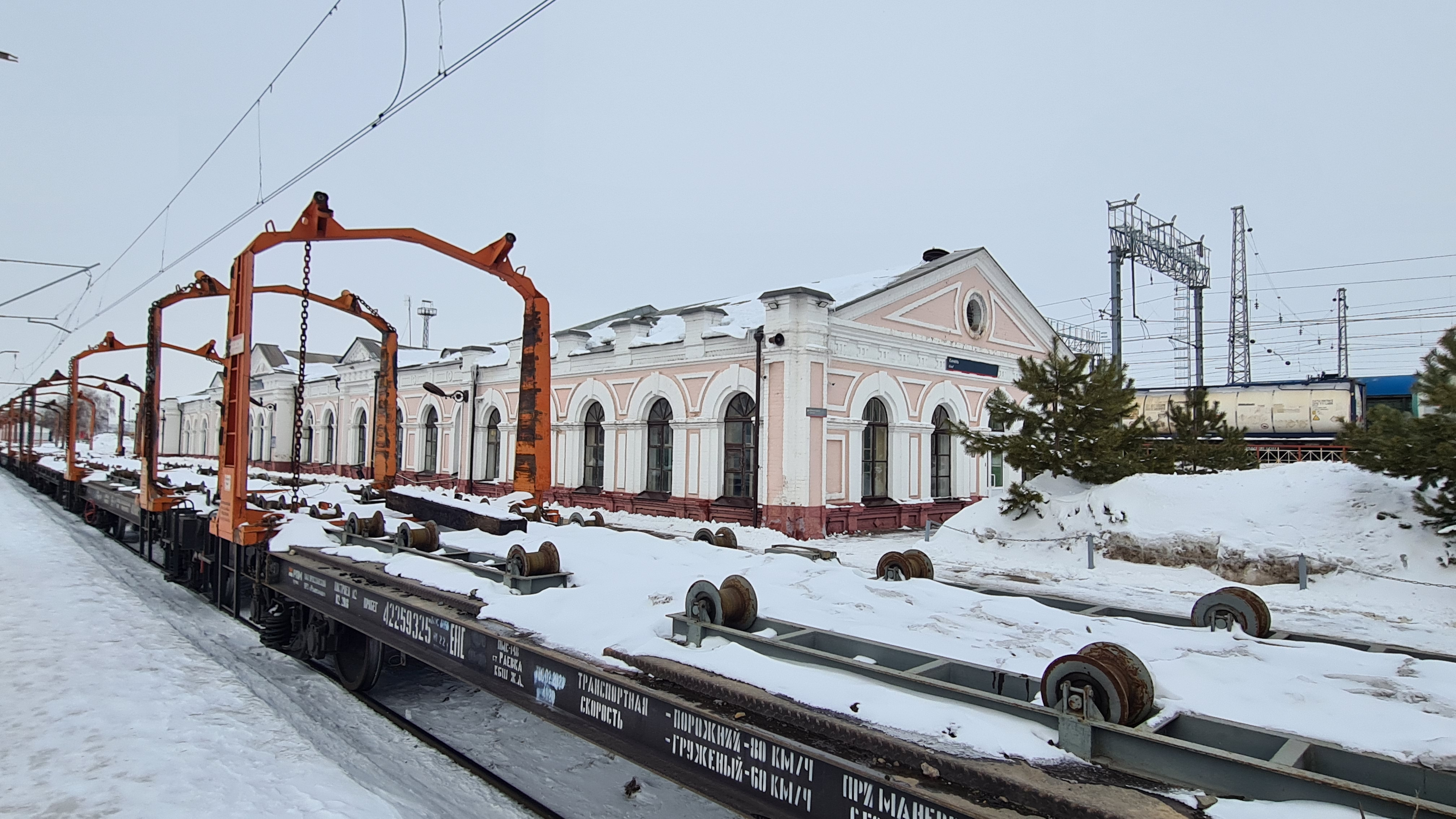